# Static (film 2012)
Static è un film del 2012 diretto da Todd Levin.

## Trama
Il film è ambientato in una casa grande e lussuosa abitata da Jonathan Dade, sua moglie Addie e dal loro unico figlio Thomas. La loro è una famiglia tranquilla che abita ai margini di un bosco e ama la classica campagna americana.
Una notte mentre la famiglia si reca nei loro letti, arriva una ragazza di nome Rachel che dice di fuggire da un gruppo di uomini misteriosi che vogliono ucciderla. Da quel momento la vita della famiglia è sconvolta e comincia una lotta per sopravvivere.

## Produzione
La selezione del cast è incominciata nel novembre del 2011 i primi ad accettare sono stati Milo Ventimiglia e Sarah Shahi mentre Jessica Stroup è stata sostituita da Sara Paxton.

## Distribuzione
Il film è uscito nel febbraio del 2012 nei cinema in Canada e negli Stati Uniti d'America,il film è uscito in home video in altri stati.